# Orange, New South Wales
Orange är en ort i Australien. Den ligger i kommunen Orange Municipality och delstaten New South Wales, i den sydöstra delen av landet, omkring 210 kilometer väster om delstatshuvudstaden Sydney.
Orange är det största samhället i trakten.

## Vänorter
- Orange, Kalifornien, USA, sedan 1963
- Ushiku, Japan, sedan 1990
- Mount Hagen, Papua Nya Guinea
- Timaru distrikt, Nya Zeeland, sedan 1986